# 小室站
小室站（日语：／ Komuro eki */?）是位於千葉縣船橋市小室町，屬於北總鐵道北總線的鐵路車站。車站編號是HS11。此站是船橋市內最北端的車站，也是北總線上唯一位於船橋市的車站。

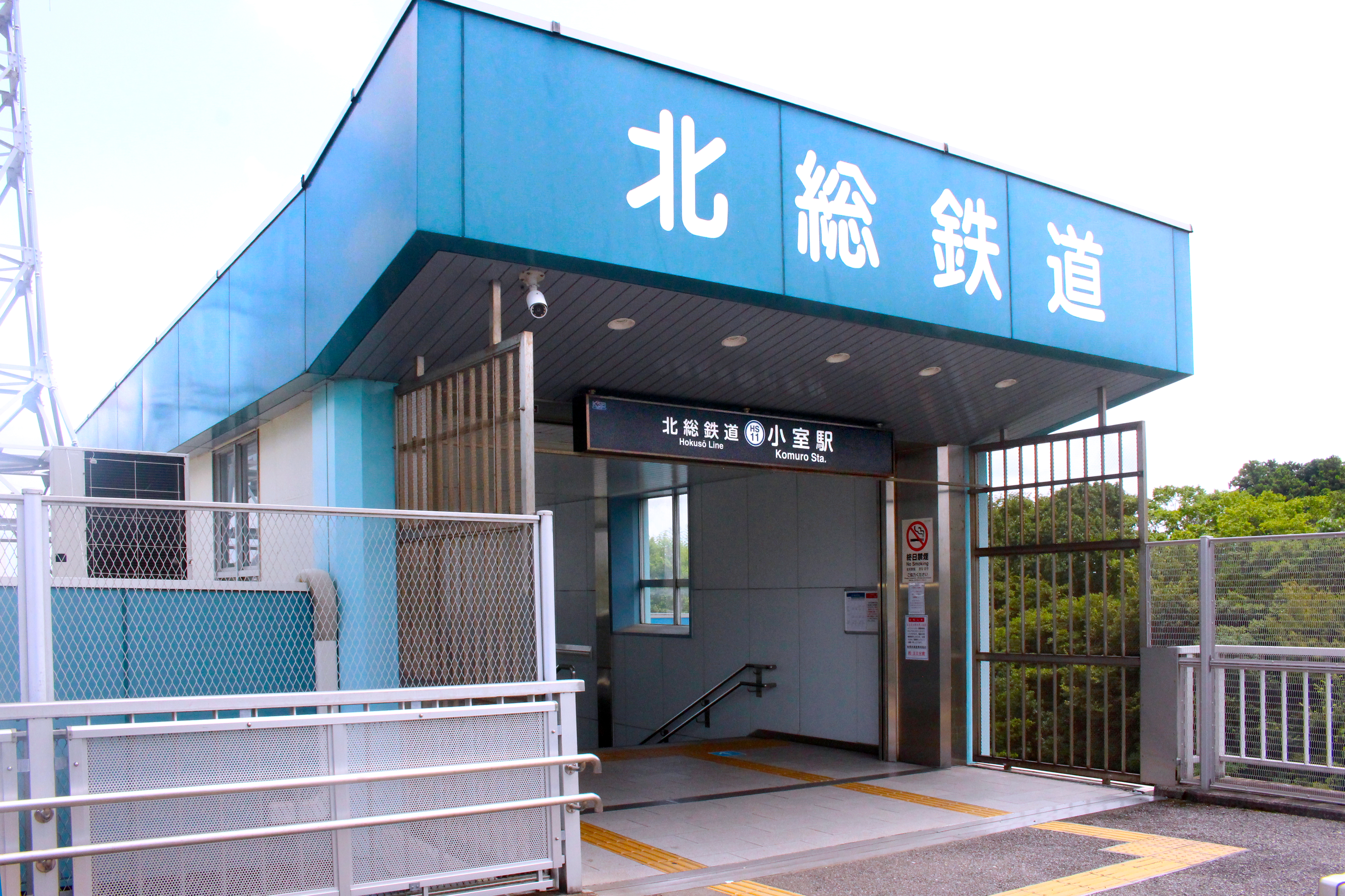
車站入口（2024年8月）

## 歷史
- 1979年（昭和54年）3月8日 - 開業[1]。第一期線開業時の終点[1]。
- 1984年（昭和59年）3月19日 - 住宅·都市整備公團（日语：住宅・都市整備公団）（當時）千葉新城線，此站－千葉新城中央間開業。成為兩線的接續站。
- 1988年（昭和63年）4月1日 - 伴隨運行形態變更，路線統合，成為北總·公團線的車站。
- 2004年（平成16年）7月1日 - 伴隨都市基盤整備公團保有的路段移管千葉新城鐵道，成為北總線車站。
- 2010年（平成22年）7月17日 - 設立車站編號（HS11）。

## 車站結構

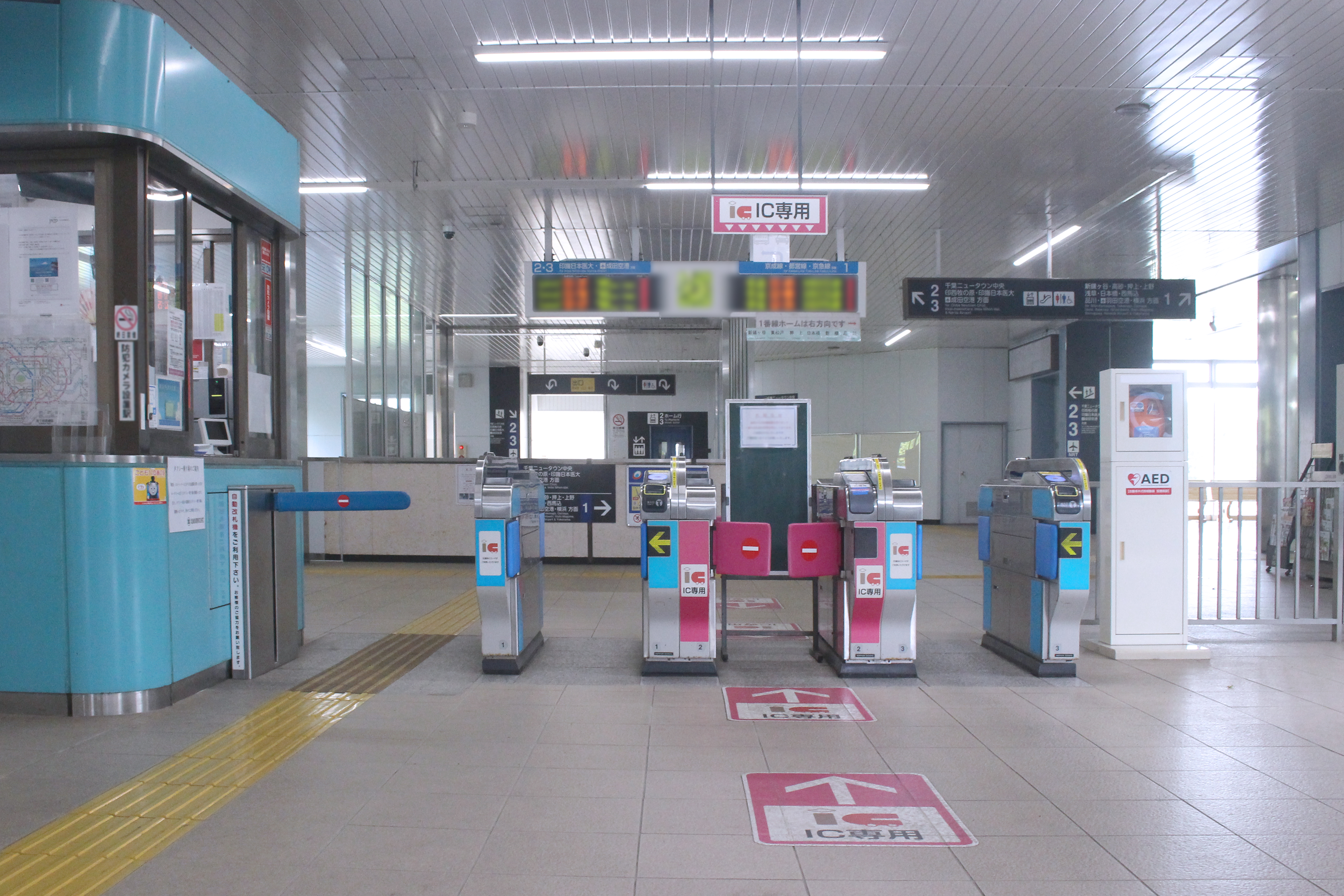
驗票閘口（2024年8月）

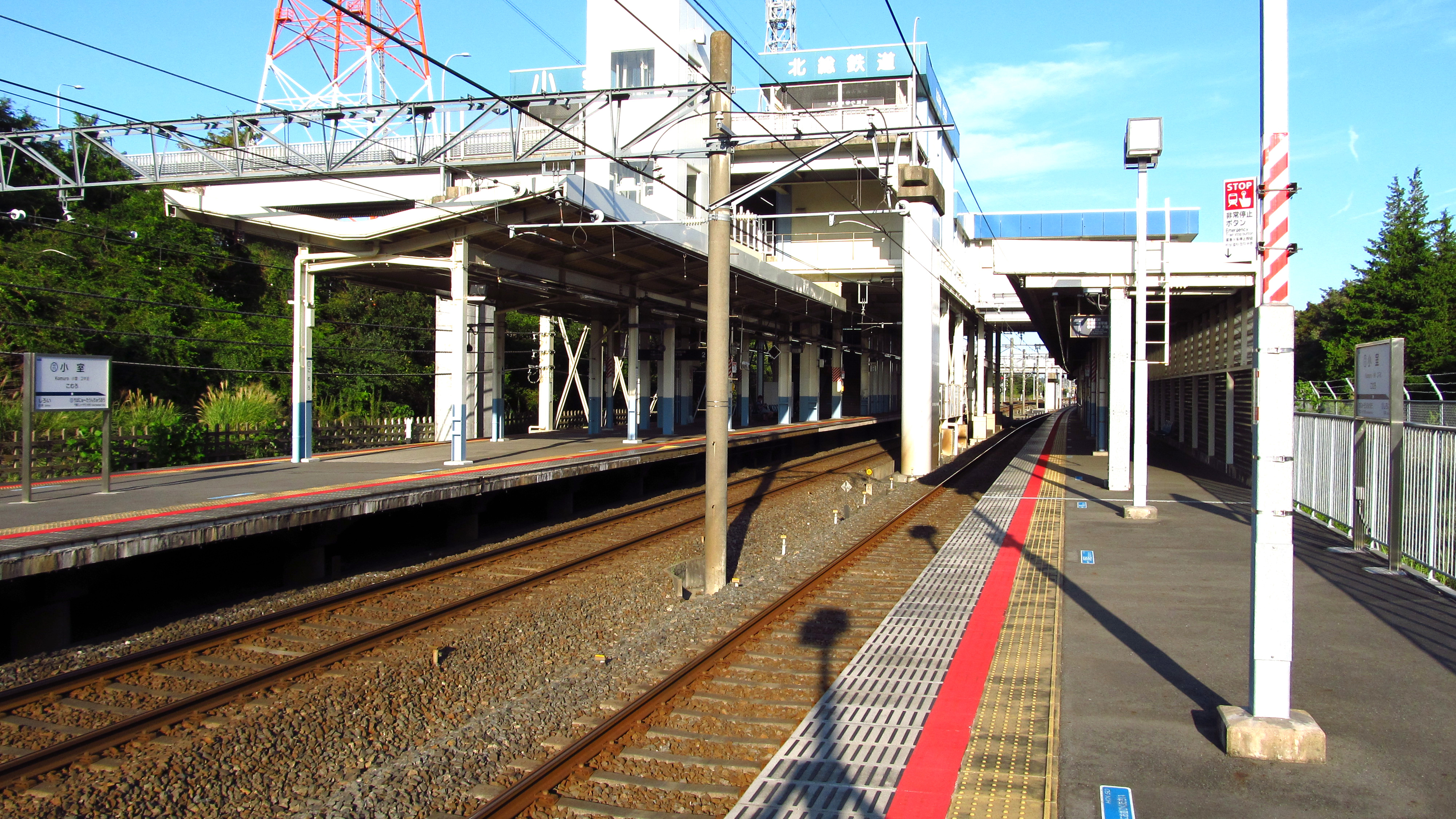
月台（2019年10月）

本站為擁有島式月台1面2線與側式月台1面1線，合計2面3線的地面車站，並設有跨站式站房。車站大廳與月台之間透過升降機與扶手電梯連接。

### 月台配置
| 月台 | 路線   | 方向 | 目的地                                                                                     |
| ---- | ------ | ---- | ------------------------------------------------------------------------------------------ |
| 1    | 北總線 | 上行 | 新鎌谷、東松戶、高砂、押上、日暮里、上野、 淺草、日本橋、西馬込、品川、 羽田機場、橫濱方向 |
| 2、3 | 北總線 | 下行 | 千葉新城中央、印西牧原、 印旛日本醫大、 成田機場方向                                       |

## 使用情況
2015年度的1日平均上下車人次為3,745人。
近年的1日平均上下、上車人次的推移如下表｡
| 年度               | 1日平均 上下車人次 | 1日平均 上車人次 |
| ------------------ | ------------------ | ---------------- |
| 1980年（昭和55年)  |                    | 1,622            |
| 1995年（平成07年） | 6,159              |                  |
| 2000年（平成12年） | 5,198              |                  |
| 2001年（平成13年） |                    | 2,419            |
| 2002年（平成14年） |                    | 2,326            |
| 2003年（平成15年） |                    | 2,252            |
| 2004年（平成16年） |                    | 2,163            |
| 2005年（平成17年） |                    | 2,135            |
| 2006年（平成18年） | 4,423              | 2,176            |
| 2007年（平成19年） |                    | 2,216            |
| 2008年（平成20年） |                    | 2,169            |
| 2009年（平成21年） |                    | 2,160            |
| 2010年（平成22年） | 4,212              | 2,089            |
| 2011年（平成23年） | 4,014              | 1,996            |
| 2012年（平成24年） | 3,966              | 1,972            |
| 2013年（平成25年） | 3,833              | 1,907            |
| 2014年（平成26年） | 3,666              | 1,833            |
| 2015年（平成27年） | 3,745              |                  |

## 相鄰車站
北總鐵道
 北總線
■特急、■急行、■普通
白井（HS10）－小室（HS11）－千葉新城中央（HS12）
※ 與成田Sky Access線的共用路段，但此站沒有京成電鐵運行的列車停靠。
※ 急行只限下行運行。

## 外部連結
- 小室站 （页面存档备份，存于） - 北總鐵道